# Tlacotepec de Mejía (municipalité)
La municipalité de Tlacotepec de Mejía est l'une des 212 municipalités de l'État de Veracruz, et est située dans la partie centrale de cet État. Située à l'ouest du golfe du Mexique, sur les contreforts montagneux de la Sierra Madre orientale, elle est arrosée par des affluents du fleuve Río Antigua. Son chef-lieu est la ville éponyme de Tlacotepec de Mejía. Elle dépend de la région administrative de Las Montañas, qui est une des 10 subdivisions administratives de l'État de Veracruz.

## Géographie
La municipalité de Tlacotepec de Mejía s'étend d'ouest en est dans le bassin versant du fleuve Río Antigua, et est traversée par plusieurs de ses affluents, dont les rivières Atliyac et Paso de Ovejas. Assise sur les contreforts de la chaîne montagneuse de la Sierra Madre orientale, son altitude oscille entre 400 et 1000 mètres. Son chef-lieu, la ville éponyme de Tlacotepec de Mejía se situe dans les confins occidentaux de son territoire. Ce territoire couvre une superficie de 65,4 km2, et était peuplé en 2010 de 3965 habitants, pour une densité de 60,6 habitants par km2.
La municipalité est limitrophe eu nord de celle de Puente Nacional, au nord-ouest de celle de Totutla, et au sud de celle de Comapa.

## Composition et démographie
La municipalité était composée en 2010 de 5 localités, dont aucune n'était considérée comme urbaine, toutes étant rurales.
| Localité            | Population |
| ------------------- | ---------- |
| Tlacotepec de Mejía | 2401       |
| Chixtla             | 823        |
| Amatitla            | 496        |
| Actopan             | 171        |
| Palo Quemado        | 74         |
| Total population    | 3965       |

En plus de l'espagnol, plusieurs langues amérindiennes sont parlées dans la municipalité, dont les principales sont par ordre d'importance : le nahuatl, le maya et le zapotèque.

## Économie

### Agriculture et élevage
La superficie des parcelles semées représentait en 2014 une surface totale de 2697 hectares, parmi lesquels 1411 hectares étaient voués à la culture de la canne à sucre, 951 hectares étaient voués à la culture du caféier, et 335 hectares étaient voués à celle du maïs.
En 2014, la production de viande par tonnes comprenait 123,7 tonnes de viande bovine, 85,3 tonnes de viande porcine, 4,7 tonnes de viande ovine, 0,5 tonnes de viande caprine, 1061,2 tonnes de volailles, et 2,4 tonnes de dinde. La superficie vouée à l'élevage représentait alors 1059 hectares.